# بيدرو تيكسيرا
بيدرو تيكسيرا (7 سبتمبر 1998 في سويسرا - ) هو لاعب كرة قدم برتغالي وسويسرا في مركز الوسط. لعب مع نادي يانغ بويز.

## وصلات خارجية
- بيدرو تيكسيرا على موقع قاعدة بيانات كرة القدم.إي يو (الإنجليزية)
- بيدرو تيكسيرا على موقع Soccerway.com (الإنجليزية)